# 週末Not yet
「週末Not yet」（しゅうまつノット・イェット）は、日本の女性アイドルグループAKB48の派生ユニット・Not yetの楽曲。作詞は秋元康、作曲は安部純が担当した。2011年3月16日にユニットのデビューシングルとして日本コロムビア（Futureレーベル）から発売された。

## 概要
楽曲のシングルCDは3種の通常盤（Type-A、B、C）と劇場盤の計4種類がリリースされた。劇場盤は販路限定盤で、サイト「キャラアニ」を通してリリースされた。通常盤のType-AおよびBにはそれぞれ収録内容の異なるDVDが付属している。通常盤Type-Cには32ページからなる「豪華歌詞カード型写真集」が付属している。このほか特典として、3種の通常盤の初回プレス分にはイベント参加応募券およびコネクティングカード（タイプごとに異なる4種があり、そのうちランダムで1種）、劇場盤には「劇場盤発売記念個別握手会」参加券1枚が封入されている。なお、通常盤Type-Bに収録されるショートフィルム（監督：入江悠）に、当時AKB48研究生の伊豆田莉奈・小林茉里奈・川栄李奈・小嶋菜月・名取稚菜・森川彩香・山口菜有が出演している。
キャッチコピーは、「Not yetの先には、夢がある」。
楽曲はドラマ『Dr.伊良部一郎』（テレビ朝日日曜ナイトドラマ）の主題歌として使用された。同ドラマの第7話（2011年3月20日放送）にはメンバーもゲスト出演している。

### 批評
本作についてタワーレコードは、「女の子らしいポップなサウンドと男性目線の歌詞とが不思議と溶け合った、
まさに彼女たちならではの楽曲だ。」と評した。

### チャート成績
着うたおよびRBT（メロディコール/待ちうた）は2011年2月14日から先行配信が開始され、同年2月15日付のレコチョク着うた週間ランキングで初登場1位を獲得した。2011年3月28日付オリコン週間シングルチャートで初登場1位を獲得。初週売上はAKB48派生ユニットでは最高となる16.0万枚を記録した。

## シングル収録トラック

### 通常盤Type-A
| #  | タイトル                            | 作詞   | 作曲     | 編曲               | 時間 |
| -- | ----------------------------------- | ------ | -------- | ------------------ | ---- |
| 1. | 「週末Not yet」                     | 秋元康 | 安部純   | 鈴木大輔、斎藤悠弥 | 4:51 |
| 2. | 「ひらひら」                        | 秋元康 | 五戸力   | 野中“まさ”雄一     | 4:02 |
| 3. | 「素直になりたい」                  | 秋元康 | 若田部誠 | 若田部誠           | 4:25 |
| 4. | 「週末Not yet (off vocal ver.)」    |        |          |                    |      |
| 5. | 「ひらひら (off vocal ver.)」       |        |          |                    |      |
| 6. | 「素直になりたい (off vocal ver.)」 |        |          |                    |      |

| #  | タイトル                                              | 作詞 | 作曲・編曲 |
| -- | ----------------------------------------------------- | ---- | ---------- |
| 1. | 「「週末Not yet」Music Clip（中村太洸 監督 ver.）」   |      |            |
| 2. | 「それぞれのNot yet「大島優子」（ドキュメント映像）」 |      |            |
| 3. | 「それぞれのNot yet「横山由依」（ドキュメント映像）」 |      |            |

### 通常盤Type-B
| #  | タイトル                         | 作詞   | 作曲     | 編曲               | 時間 |
| -- | -------------------------------- | ------ | -------- | ------------------ | ---- |
| 1. | 「週末Not yet」                  | 秋元康 | 安部純   | 鈴木大輔、斎藤悠弥 |      |
| 2. | 「ひらひら」                     | 秋元康 | 五戸力   | 野中“まさ”雄一     |      |
| 3. | 「笑うがいい」                   | 秋元康 | 重永亮介 | ジョーダン1        | 3:53 |
| 4. | 「週末Not yet (off vocal ver.)」 |        |          |                    |      |
| 5. | 「ひらひら (off vocal ver.)」    |        |          |                    |      |
| 6. | 「笑うがいい (off vocal ver.)」  |        |          |                    |      |

| #  | タイトル                                              | 作詞 | 作曲・編曲 |
| -- | ----------------------------------------------------- | ---- | ---------- |
| 1. | 「「週末Not yet」Music Clip（入江悠 監督 ver.）」     |      |            |
| 2. | 「ショートフィルム」                                  |      |            |
| 3. | 「メイキング映像」                                    |      |            |
| 4. | 「メンバーインタビュー（大島・北原・指原・横山）」    |      |            |
| 5. | 「それぞれのNot yet「北原里英」（ドキュメント映像）」 |      |            |
| 6. | 「それぞれのNot yet「指原莉乃」（ドキュメント映像）」 |      |            |

### 通常盤Type-C
| #  | タイトル                                | 作詞   | 作曲         | 編曲               | 時間 |
| -- | --------------------------------------- | ------ | ------------ | ------------------ | ---- |
| 1. | 「週末Not yet」                         | 秋元康 | 安部純       | 鈴木大輔、斎藤悠弥 |      |
| 2. | 「ひらひら」                            | 秋元康 | 五戸力       | 野中“まさ”雄一     |      |
| 3. | 「泣きながら微笑んで (Not yet ver.)」   | 秋元康 | 井上ヨシマサ | 井上ヨシマサ       | 5:35 |
| 4. | 「週末Not yet (off vocal ver.)」        |        |              |                    |      |
| 5. | 「ひらひら (off vocal ver.)」           |        |              |                    |      |
| 6. | 「泣きながら微笑んで (off vocal ver.)」 |        |              |                    |      |

### 劇場盤
| #  | タイトル                            | 作詞   | 作曲     | 編曲               |
| -- | ----------------------------------- | ------ | -------- | ------------------ |
| 1. | 「週末Not yet」                     | 秋元康 | 安部純   | 鈴木大輔、斎藤悠弥 |
| 2. | 「ひらひら」                        | 秋元康 | 五戸力   | 野中“まさ”雄一     |
| 3. | 「素直になりたい」                  | 秋元康 | 若田部誠 | 若田部誠           |
| 4. | 「笑うがいい」                      | 秋元康 | 重永亮介 | ジョーダン1        |
| 5. | 「週末Not yet (off vocal ver.)」    |        |          |                    |
| 6. | 「ひらひら (off vocal ver.)」       |        |          |                    |
| 7. | 「素直になりたい (off vocal ver.)」 |        |          |                    |
| 8. | 「笑うがいい (off vocal ver.)」     |        |          |                    |